# Lobotidae
Die Lobotidae sind eine Fischfamilie aus der Ordnung der Doktorfischartigen (Acanthuriformes) mit insgesamt 15 Arten. Zur Familie gehören drei Gattungen, 
- die Dreischwanzbarsche (Lobotes),
- die Tigerbarsche (Datnioides) und
- Hapalogenys.

Die Fische leben fast weltweit küstennah in gemäßigt temperierten, subtropischen und tropischen Meeren, teilweise auch im Brack- und Süßwasser. Äußerlich ähneln die Fische den nur sehr entfernt verwandten Sonnenbarschen. Die Schwanzflosse und die weit hinten liegenden weichstrahligen Abschnitte von Rücken- und Afterflosse sind abgerundet. Der Gaumen ist zahnlos.

## Systematik
Die Familie Lobotidae wurde im Jahr 1861 durch den US-amerikanischen Ichthyologen Theodore Nicholas Gill für die Gattung Lobotes eingeführt. In Joseph S. Nelsons Fishes of the World, einem Standardwerk zur Fischsystematik, gehören auch die Tigerbarsche in die Familie, die in vielen anderen Taxonomien eine eigenständige Familie, die Datnioididae bilden. Die Gattung Hapalogenys, die früher meist in die Familie der Süßlippen und Grunzer (Haemulidae) gestellt wurde, kam später als einzige Gattung in die Familie Hapalogenyidae. Die Morphologie der Larven, besonders die teilweise Bestachelung des Schädels und seine Beschuppung, die frühe Entwicklung der relativ weit vorne ansetzenden Bauchflossen, die Färbung und die Körperform, sowie ein Merkmal adulter Fische (die Morphologie der oberen Kiemenbögen) sind jedoch ein Indiz für eine nahe Verwandtschaft von Lobotes, Datnioides und Hapalogenys. Die australischen Ichthyologen Anthony Gill und Jeffrey M. Leis ordneten im Oktober 2019 deshalb auch Hapalogenys den Lobotidae zu. Gleichzeitig stellten sie die Lobotidae in die Ordnung der Doktorfischartigen (Acanthuriformes). Die Lobotidae teilen mit den übrigen Doktorfischartigen ein einzigartiges Merkmal (eine Synapomorphie), die zu Diagnose der Ordnung herangezogen wurde. Bei den Larven und adulten Exemplaren der Lobotidae und der übrigen Doktorfischartigen wachsen die nachwachsenden Zähne an den Außenseiten der Kiefer und ersetzen gruppenweise ihre Vorgänger. Die Lobotidae sind die basale Schwestergruppe der übrigen Doktorfischartigen.